# RCW 117
RCW 117 è una nebulosa a emissione visibile nella costellazione australe dello Scorpione.
Si presenta come una piccola nube compatta visibile poco a nord della stella η Scorpii, immersa in un ricco campo stellare parzialmente oscurato da nubi di polveri; la sua posizione è molto vicina al piano galattico. Trovandosi a declinazioni notevolmente australi, la sua osservazione è possibile prevalentemente dalle regioni dell'emisfero australe terrestre, mentre dall'emisfero boreale può essere osservata senza difficoltà solo a partire dai 40-45°N.
RCW 117 è una regione H II molto compatta ed evoluta che presenta forti emissioni sia nelle onde radio che nell'infrarosso e nell'Hα; secondo Avedisova, le principali fonti della ionizzazione dei suoi gas sarebbero due stelle di classe spettrale B: HD 155051, una supergigante blu di magnitudine apparente 7,92, e HD 155134, una gigante brillante blu di magnitudine 8,83. All'interno della nube, in prossimità del suo denso nucleo, sono note alcune sorgenti infrarosse, fra le quali spicca IRAS 17059-4132, identificata dal satellite IRAS, e tre sorgenti indicate come IRS 1, IRS 2 e IRS 3; la presenza di queste sorgenti, unitamente alla scoperta di 5 maser di cui due OH, uno ad acqua e uno a metanolo, indicano che in questa regione è attiva e intensa la formazione stellare. RCW 117 contiene nelle regioni più interne un ammasso di sorgenti infrarosse catalogato come [DBS2003] 116, la cui distanza è stimata attorno ai 2800 parsec (9130 anni luce).